# NGC 6407
NGC 6407 is een lensvormig sterrenstelsel in het sterrenbeeld Pauw. Het hemelobject werd op 7 augustus 1834 ontdekt door de Britse astronoom John Herschel.

## Synoniemen
- ESO 139-22
- PGC 60796